# Má tlustá Valentýna
Má tlustá Valentýna (ve španělském originále Mi gorda bella) je venezuelský televizní seriál, telenovela vysílaná v letech 2002–2003 na stanici RCTV. V hlavních rolích se objevili Natalia Streignard a Juan Pablo Raba. V České republice byla poprvé vysílána od 22. října 2004 do 13. července 2005 na TV Nova. Telenovela měla být původně kratší, ale kvůli diváckému úspěchu bylo přidáno více dílů.
V mezinárodní verzi má seriál 178 dílů, původní verze ale měla dílů mnohem více, kolem 260 epizod, které ale mohly být kratší časově. Televizní společnost poté některé scény vystřihla a kompletní novela byla uvedena tedy pouze při své premiéře ve Venezuele.
V roce 2010 v Mexiku natočili remake této novely, která se jmenovala Llena de amor. Místní adaptace se objevily také v Indii (Dekho Magar Pyaar Se, 2004) a Malajsii (Manjalara, 2007).

## Příběh
Ve středu příběhu stojí bohatá a vlivná rodina Villanuevů. Hlavou rodiny je Juan Angel a jeho žena Olimpia, která je sice krásná, ale v jádru je to zlá a intrikářská žena, kterou nejvíc ze všeho zajímá majetek a moc. Mají společně čtyři děti: Orestese, Pandoru, Aquilese a Ariadnu. Orestes je miláček Olimpie a nikdy na něj nedá dopustit, podporuje ho ve všem a vždy mu dává přednost před ostatními. Na zbytek svých dětí je velmi přísná a drží si od nich citový odstup. Nejvíce sporů má s dcerou Pandorou, která už od dětství trpí psychickými problémy, způsobenými tím, že zná její velké tajemství a nenávidí ji za to.
Bratr Juana Angela - Luis Felipe měl se svou ženou Evou dceru Valentinu. Když byla Valentina malá, její otec záhadně přišel o život v jejich domě, po pádu z balkónu jeho pracovny. Valentina která vyrůstala od smrti otce v internátě, se během těchto let velmi změnila. Své odloučení od rodiny si vynahrazovala především jídlem a tak se z ní brzy stala baculka, která byla zvyklá žít pouze za zdmi internátní školy. Z Evy se po smrti jejího muže stala alkoholička, bývala skvělá zpěvačka, ale alkohol ji zničil a nedokázala se o svou dceru postarat. O několik let později Valentina končí internátní školu s vynikajícími výsledky a její matka, která se mezitím vyléčila, s ní chce znovu žít v sídle Villanuevů. V den ukončení jejího studia ale Eva umírá při nehodě vrtulníku a Valentina skončí opět sama. Jako jediná dědička majetků svých rodičů se vrací do domu Villanuevů, kde se mezím Olimpia postarala o to, aby veškerý majetek připadl jí, za záminkou, že ji Eva zanechala pouze plno dluhů.
Valentina v domě své rodiny znovu potkává svého bratrance Orestese, do kterého už jako dítě byla tajně zamilovaná. Z Orestese se stal velmi pohledný muž, který miluje sport a je zasnoubený se známou modelkou Chiquinquirá. Chiqui je velmi sobecká a rozmazlená a od první chvíle se snaží Valentině znepříjemnit život, stejně jako mnoho jiných. Orestes k ní má ale od začátku velmi vřelí vztah, který brzy bude víc než vztah mezi sestřenicí a bratrancem.

## Seznam dílů
| Č. v seriálu | Č. v řadě | Režie        | Premiéra v Argentině | Premiéra v ČR      | Prod. kód |
| ------------ | --------- | ------------ | -------------------- | ------------------ | --------- |
| 1            | 1         | José Alcalde | 20. listopadu 2002   | 22. října 2004     | 101       |
| 2            | 2         | José Alcalde | 2002                 | 25. října 2004     | 102       |
| 3            | 3         | José Alcalde | 2002                 | 26. října 2004     | 103       |
| 4            | 4         | José Alcalde | 2002                 | 27. října 2004     | 104       |
| 5            | 5         | José Alcalde | 2002                 | 29. října 2004     | 105       |
| 6            | 6         | José Alcalde | 2002                 | 1. listopadu 2004  | 106       |
| 7            | 7         | José Alcalde | 2002                 | 2. listopadu 2004  | 107       |
| 8            | 8         | José Alcalde | 2002                 | 3. listopadu 2004  | 108       |
| 9            | 9         | José Alcalde | 2002                 | 4. listopadu 2004  | 109       |
| 10           | 10        | José Alcalde | 2002                 | 5. listopadu 2004  | 110       |
| 11           | 11        | José Alcalde | 2002                 | 8. listopadu 2004  | 111       |
| 12           | 12        | José Alcalde | 2002                 | 9. listopadu 2004  | 112       |
| 13           | 13        | José Alcalde | 2002                 | 10. listopadu 2004 | 113       |
| 14           | 14        | José Alcalde | 2002                 | 11. listopadu 2004 | 114       |
| 15           | 15        | José Alcalde | 2002                 | 12. listopadu 2004 | 115       |
| 15           | 15        | José Alcalde | 2002                 | 12. listopadu 2004 | 115       |
| 16           | 16        | José Alcalde | 2002                 | 15. listopadu 2004 | 116       |
| 17           | 17        | José Alcalde | 2002                 | 16. listopadu 2004 | 117       |
| 18           | 18        | José Alcalde | 2002                 | 18. listopadu 2004 | 118       |
| 19           | 19        | José Alcalde | 2002                 | 19. listopadu 2004 | 118       |
| 18           | 18        | José Alcalde | 2002                 | 19. listopadu 2004 | 118       |
| 20           | 20        | José Alcalde | 2002                 | 22. listopadu 2004 | 120       |
| 21           | 21        | José Alcalde | 2002                 | 23. listopadu 2004 | 121       |
| 22           | 22        | José Alcalde | 2002                 | 24. listopadu 2004 | 122       |
| 23           | 23        | José Alcalde | 2002                 | 25. listopadu 2004 | 123       |
| 24           | 24        | José Alcalde | 2002                 | 26. listopadu 2004 | 124       |
| 25           | 25        | José Alcalde | 2002                 | 29. listopadu 2004 | 125       |
| 26           | 26        | José Alcalde | 2002                 | 30. listopadu 2004 | 126       |
| 27           | 27        | José Alcalde | 2002                 | 1. prosince 2004   | 127       |
| 28           | 28        | José Alcalde | 2002                 | 2. prosince 2004   | 128       |
| 29           | 29        | José Alcalde | 2002                 | 3. prosince 2004   | 129       |
| 30           | 30        | José Alcalde | 2002                 | 6. prosince 2004   | 130       |
| 31           | 31        | José Alcalde | 2002                 | 7. prosince 2004   | 131       |
| 32           | 32        | José Alcalde | 2002                 | 8. prosince 2004   | 132       |
| 33           | 33        | José Alcalde | 2002                 | 9. prosince 2004   | 133       |
| 34           | 34        | José Alcalde | 2002                 | 10. prosince 2004  | 134       |
| 34           | 34        | José Alcalde | 2002                 | 10. prosince 2004  | 134       |
| 35           | 35        | José Alcalde | 2002                 | 13. prosince 2004  | 135       |
| 36           | 36        | José Alcalde | 2002                 | 14. prosince 2004  | 136       |
| 37           | 37        | José Alcalde | 2002                 | 15. prosince 2004  | 137       |
| 38           | 38        | José Alcalde | 2002                 | 16. prosince 2004  | 138       |
| 39           | 39        | José Alcalde | 2002                 | 17. prosince 2004  | 139       |
| 40           | 40        | José Alcalde | 2002                 | 20. prosince 2004  | 140       |
| 41           | 41        | José Alcalde | 2002                 | 21. prosince 2004  | 141       |
| 42           | 42        | José Alcalde | 2002                 | 22. prosince 2004  | 142       |
| 43           | 43        | José Alcalde | 2002                 | 23. prosince 2004  | 143       |
| 44           | 44        | José Alcalde | 2002                 | 3. ledna 2005      | 144       |
| 45           | 45        | José Alcalde | 2002                 | 4. ledna 2005      | 145       |
| 46           | 46        | José Alcalde | 2002                 | 5. ledna 2005      | 146       |
| 47           | 47        | José Alcalde | 2002                 | 6. ledna 2005      | 147       |
| 48           | 48        | José Alcalde | 2002                 | 7. ledna 2005      | 148       |
| 48           | 48        | José Alcalde | 2002                 | 7. ledna 2005      | 148       |
| 49           | 49        | José Alcalde | 2002                 | 10. ledna 2005     | 149       |
| 50           | 50        | José Alcalde | 2002                 | 11. ledna 2005     | 150       |
| 51           | 51        | José Alcalde | 2002                 | 12. ledna 2005     | 151       |
| 52           | 52        | José Alcalde | 2002                 | 13. ledna 2005     | 152       |
| 53           | 53        | José Alcalde | 2002                 | 14. ledna 2005     | 153       |
| 54           | 54        | José Alcalde | 2002                 | 17. ledna 2005     | 154       |
| 55           | 55        | José Alcalde | 2002                 | 18. ledna 2005     | 155       |
| 56           | 56        | José Alcalde | 2002                 | 19. ledna 2005     | 156       |
| 57           | 57        | José Alcalde | 2002                 | 20. ledna 2005     | 157       |
| 58           | 58        | José Alcalde | 2002                 | 21. ledna 2005     | 158       |
| 59           | 59        | José Alcalde | 2002                 | 24. ledna 2005     | 159       |
| 60           | 60        | José Alcalde | 2002                 | 25. ledna 2005     | 160       |
| 61           | 61        | José Alcalde | 2002                 | 26. ledna 2005     | 161       |
| 62           | 62        | José Alcalde | 2002                 | 27. ledna 2005     | 162       |
| 63           | 63        | José Alcalde | 2002                 | 28. ledna 2005     | 163       |
| 64           | 64        | José Alcalde | 2002                 | 31. ledna 2005     | 164       |
| 65           | 65        | José Alcalde | 2002                 | 1. února 2005      | 165       |
| 66           | 66        | José Alcalde | 2002                 | 2. února 2005      | 166       |
| 67           | 67        | José Alcalde | 2002                 | 3. února 2005      | 167       |
| 68           | 68        | José Alcalde | 2002                 | 4. února 2005      | 168       |
| 69           | 69        | José Alcalde | 2002                 | 7. února 2005      | 169       |
| 70           | 70        | José Alcalde | 2002                 | 8. února 2005      | 170       |
| 71           | 71        | José Alcalde | 2002                 | 9. února 2005      | 171       |
| 72           | 72        | José Alcalde | 2002                 | 10. února 2005     | 172       |
| 73           | 73        | José Alcalde | 2002                 | 11. února 2005     | 173       |
| 74           | 74        | José Alcalde | 2002                 | 14. února 2005     | 174       |
| 75           | 75        | José Alcalde | 2002                 | 15. února 2005     | 175       |
| 76           | 76        | José Alcalde | 2002                 | 16. února 2005     | 176       |
| 77           | 77        | José Alcalde | 2002                 | 17. února 2005     | 177       |
| 78           | 78        | José Alcalde | 2002                 | 18. února 2005     | 178       |
| 79           | 79        | José Alcalde | 2003                 | 21. února 2005     | 179       |
| 80           | 80        | José Alcalde | 2003                 | 22. února 2005     | 180       |
| 81           | 81        | José Alcalde | 2003                 | 23. února 2005     | 181       |
| 82           | 82        | José Alcalde | 2003                 | 24. února 2005     | 182       |
| 83           | 83        | José Alcalde | 2003                 | 25. února 2005     | 183       |
| 84           | 84        | José Alcalde | 2003                 | 28. února 2005     | 184       |
| 85           | 85        | José Alcalde | 2003                 | 1. března 2005     | 185       |
| 86           | 86        | José Alcalde | 2003                 | 2. března 2005     | 186       |
| 87           | 87        | José Alcalde | 2003                 | 3. března 2005     | 187       |
| 88           | 88        | José Alcalde | 2003                 | 4. března 2005     | 188       |
| 89           | 89        | José Alcalde | 2003                 | 7. března 2005     | 189       |
| 90           | 90        | José Alcalde | 2003                 | 8. března 2005     | 190       |
| 91           | 91        | José Alcalde | 2003                 | 9. března 2005     | 191       |
| 92           | 92        | José Alcalde | 2003                 | 10. března 2005    | 192       |
| 93           | 93        | José Alcalde | 2003                 | 11. března 2005    | 193       |
| 94           | 94        | José Alcalde | 2003                 | 14. března 2005    | 194       |
| 95           | 95        | José Alcalde | 2003                 | 15. března 2005    | 195       |
| 96           | 96        | José Alcalde | 2003                 | 16. března 2005    | 196       |
| 97           | 97        | José Alcalde | 2003                 | 17. března 2005    | 197       |
| 98           | 98        | José Alcalde | 2003                 | 18. března 2005    | 198       |
| 99           | 99        | José Alcalde | 2003                 | 21. března 2005    | 199       |
| 100          | 100       | José Alcalde | 2003                 | 21. března 2005    | 200       |
| 101          | 101       | José Alcalde | 2003                 | 22. března 2005    | 201       |
| 102          | 102       | José Alcalde | 2003                 | 23. března 2005    | 202       |
| 103          | 103       | José Alcalde | 2003                 | 24. března 2005    | 203       |
| 104          | 104       | José Alcalde | 2003                 | 25. března 2005    | 204       |
| 105          | 105       | José Alcalde | 2003                 | 28. března 2005    | 205       |
| 106          | 106       | José Alcalde | 2003                 | 29. března 2005    | 206       |
| 107          | 107       | José Alcalde | 2003                 | 30. března 2005    | 207       |
| 108          | 108       | José Alcalde | 2003                 | 31. března 2005    | 208       |
| 109          | 109       | José Alcalde | 2003                 | 1. dubna 2005      | 209       |
| 110          | 110       | José Alcalde | 2003                 | 4. dubna 2005      | 210       |
| 111          | 111       | José Alcalde | 2003                 | 5. dubna 2005      | 211       |
| 112          | 112       | José Alcalde | 2003                 | 6. dubna 2005      | 212       |
| 113          | 113       | José Alcalde | 2003                 | 7. dubna 2005      | 213       |
| 114          | 114       | José Alcalde | 2003                 | 8. dubna 2005      | 214       |
| 115          | 115       | José Alcalde | 2003                 | 11. dubna 2005     | 215       |
| 116          | 116       | José Alcalde | 2003                 | 12. dubna 2005     | 216       |
| 117          | 117       | José Alcalde | 2003                 | 13. dubna 2005     | 217       |
| 118          | 118       | José Alcalde | 2003                 | 14. dubna 2005     | 218       |
| 119          | 119       | José Alcalde | 2003                 | 15. dubna 2005     | 219       |
| 120          | 120       | José Alcalde | 2003                 | 18. dubna 2005     | 220       |
| 121          | 121       | José Alcalde | 2003                 | 19. dubna 2005     | 221       |
| 122          | 122       | José Alcalde | 2003                 | 20. dubna 2005     | 222       |
| 123          | 123       | José Alcalde | 2003                 | 21. dubna 2005     | 223       |
| 124          | 124       | José Alcalde | 2003                 | 22. dubna 2005     | 224       |
| 125          | 125       | José Alcalde | 2003                 | 25. dubna 2005     | 225       |
| 126          | 126       | José Alcalde | 2003                 | 26. dubna 2005     | 226       |
| 127          | 127       | José Alcalde | 2003                 | 27. dubna 2005     | 227       |
| 128          | 128       | José Alcalde | 2003                 | 28. dubna 2005     | 228       |
| 129          | 129       | José Alcalde | 2003                 | 29. dubna 2005     | 229       |
| 130          | 130       | José Alcalde | 2003                 | 2. května 2005     | 230       |
| 131          | 131       | José Alcalde | 2003                 | 3. května 2005     | 231       |
| 132          | 132       | José Alcalde | 2003                 | 4. května 2005     | 232       |
| 133          | 133       | José Alcalde | 2003                 | 5. května 2005     | 233       |
| 134          | 134       | José Alcalde | 2003                 | 6. května 2005     | 234       |
| 135          | 135       | José Alcalde | 2003                 | 9. května 2005     | 235       |
| 136          | 136       | José Alcalde | 2003                 | 10. května 2005    | 236       |
| 137          | 137       | José Alcalde | 2003                 | 11. května 2005    | 237       |
| 138          | 138       | José Alcalde | 2003                 | 12. května 2005    | 238       |
| 139          | 139       | José Alcalde | 2003                 | 13. května 2005    | 239       |
| 140          | 140       | José Alcalde | 2003                 | 16. května 2005    | 240       |
| 141          | 141       | José Alcalde | 2003                 | 17. května 2005    | 241       |
| 142          | 142       | José Alcalde | 2003                 | 18. května 2005    | 242       |
| 143          | 143       | José Alcalde | 2003                 | 19. května 2005    | 243       |
| 144          | 144       | José Alcalde | 2003                 | 20. května 2005    | 244       |
| 145          | 145       | José Alcalde | 2003                 | 23. května 2005    | 245       |
| 146          | 146       | José Alcalde | 2003                 | 24. května 2005    | 246       |
| 147          | 147       | José Alcalde | 2003                 | 25. května 2005    | 247       |
| 148          | 148       | José Alcalde | 2003                 | 26. května 2005    | 248       |
| 149          | 149       | José Alcalde | 2003                 | 27. května 2005    | 249       |
| 150          | 150       | José Alcalde | 2003                 | 30. května 2005    | 250       |
| 151          | 151       | José Alcalde | 2003                 | 31. května 2005    | 251       |
| 152          | 152       | José Alcalde | 2003                 | 1. června 2005     | 252       |
| 153          | 153       | José Alcalde | 2003                 | 2. června 2005     | 253       |
| 154          | 154       | José Alcalde | 2003                 | 3. června 2005     | 254       |
| 155          | 155       | José Alcalde | 2003                 | 6. června 2005     | 255       |
| 156          | 156       | José Alcalde | 2003                 | 7. června 2005     | 256       |
| 157          | 157       | José Alcalde | 2003                 | 8. června 2005     | 257       |
| 158          | 158       | José Alcalde | 2003                 | 9. června 2005     | 258       |
| 159          | 159       | José Alcalde | 2003                 | 10. června 2005    | 259       |
| 160          | 160       | José Alcalde | 2003                 | 13. června 2005    | 260       |
| 161          | 161       | José Alcalde | 2003                 | 14. června 2005    | 261       |
| 162          | 162       | José Alcalde | 2003                 | 15. června 2005    | 262       |
| 163          | 163       | José Alcalde | 2003                 | 16. června 2005    | 263       |
| 164          | 164       | José Alcalde | 2003                 | 17. června 2005    | 264       |
| 165          | 165       | José Alcalde | 2003                 | 20. června 2005    | 265       |
| 166          | 166       | José Alcalde | 2003                 | 21. června 2005    | 266       |
| 167          | 167       | José Alcalde | 2003                 | 22. června 2005    | 267       |
| 168          | 168       | José Alcalde | 2003                 | 23. června 2005    | 268       |
| 169          | 169       | José Alcalde | 2003                 | 24. června 2005    | 269       |
| 170          | 170       | José Alcalde | 2003                 | 27. června 2005    | 270       |
| 171          | 171       | José Alcalde | 2003                 | 28. června 2005    | 271       |
| 172          | 172       | José Alcalde | 2003                 | 29. června 2005    | 272       |
| 173          | 173       | José Alcalde | 2003                 | 30. června 2005    | 273       |
| 174          | 174       | José Alcalde | 2003                 | 1. července 2005   | 274       |
| 175          | 175       | José Alcalde | 2003                 | 4. července 2005   | 275       |
| 176          | 176       | José Alcalde | 2003                 | 7. července 2005   | 276       |
| 177          | 177       | José Alcalde | 2003                 | 10. července 2005  | 277       |
| 178          | 178       | José Alcalde | 26. září 2003        | 13. července 2005  | 278       |

## Obsazení
| Role                                   | Herec                 |
| -------------------------------------- | --------------------- |
| Valentina Villanueva Lanz              | Natalia Streignard    |
| Orestes Villanueva Mercouri            | Juan Pablo Raba       |
| Olimpia Mercouri de Villanueva         | Hilda Abrahamz        |
| Juan Ángel Villanueva                  | Flavio Caballero      |
| Tza-Tzá "Sasá" Lanz Alvarado           | Emma Rabbe            |
| Chiquinquirá "Chiqui" Lorenz Rivero    | Norkys Batista        |
| Franklin Carreño                       | Jerónimo Gil          |
| Pandora Villanueva Mercouri            | Marianela González    |
| Jordi Rosales                          | Hugo Vásquez          |
| Ariadna Villanueva Mercouri            | Aileen Celeste        |
| Román Fonseca                          | Luciano D' Alessandro |
| Aquiles Villanueva Mercouri            | Carlos Felipe Álvarez |
| Ninfa del Valle                        | Prakriti Maduro       |
| Camelia "La Muñeca" Rivero de Lorenz   | Belén Marrero         |
| Lorenzo Lorenz                         | Félix Loreto          |
| Roque Juliá                            | Marcos Moreno         |
| Beatriz Carreño                        | Ana Beatriz Osorio    |
| Alejandro Silva                        | Abelardo Behna        |
| Celeste Villanueva Arismendi de Dupont | Amalia Pérez Díaz     |
| Don Segundo Villanueva Arismendi       | Carlos Márquez        |
| Eva Lanz Álvarado de Villanueva        | Mimí Lazo             |
| Luis Felipe Villanueva                 | Manuel Salazar        |
| Fabiola Fonseca                        | Sandra Martínez       |
| Deborah Pereira                        | Kareliz Ollarves      |
| José Manuel Sevilla                    | Daniel Alvarado       |
| Jorge Campos                           | Rodolfo Renwick       |
| Jessica López "J-Lo"                   | Nattalie Cortéz       |
| Nereida López                          | Mayra Africano        |
| Doña Elena                             | Elisa Stella          |
| Benigno Matiz                          | Erick Noriega         |
| Gladiola Páez Vda. de Carreño          | Martha Pabón          |
| Consuelo                               | Jeanette Flores       |
| José Ignacio Pacheco                   | José Ángel Ávila      |
| Joel                                   | Manuel Sosa           |
| Komisař Agustín Pantoja                | Edgar Gómez           |
| Vivian Durán                           | Aleska Díaz-Granados  |